# Bulbophyllum yuanyangense
Bulbophyllum yuanyangense là một loài phong lan thuộc chi Bulbophyllum.